# Montpon-Ménestérol
Montpon-Ménestérol (okzitanisch: Mont Paun e Menestairòu) ist eine französische Gemeinde mit 5845 Einwohnern (Stand: 1. Januar 2022) im Département Dordogne in der Region Nouvelle-Aquitaine; sie gehört zum Arrondissement Périgueux und zum Kanton Montpon-Ménestérol. Die Einwohner heißen Astériens.

## Geografie

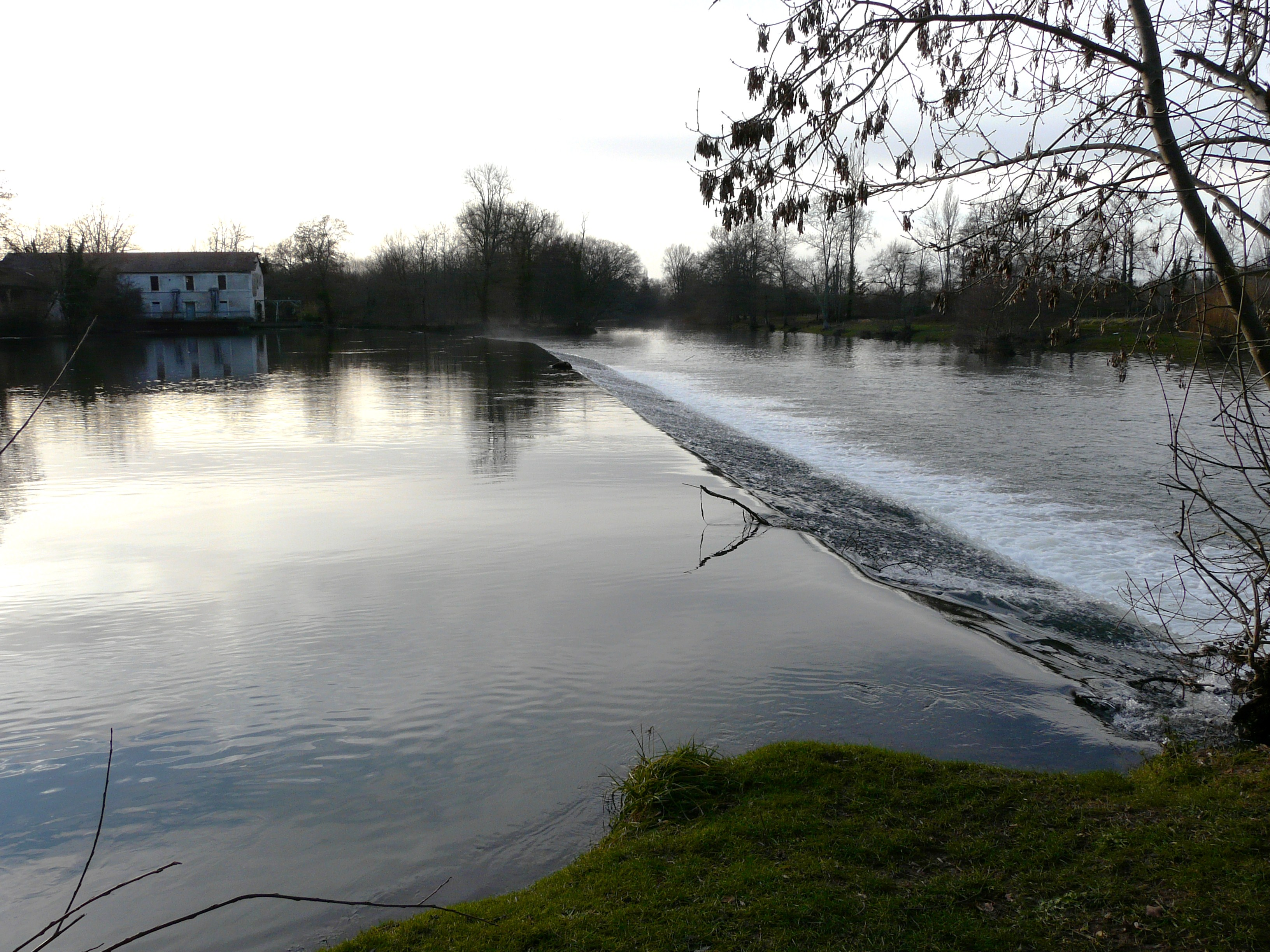
Katarakt von Ménestérol im Fluss Isle

Montpon-Ménestérol liegt am Fluss Isle. Im nördlichen Gemeindegebiet verläuft die Duche, in die hier ihr Zufluss Petite Duche einmündet. Die Nachbargemeinden von Montpon-Ménestérol sind Saint-Barthélemy-de-Bellegarde im Norden, Saint-Laurent-des-Hommes im Nordosten, Saint-Martial-d’Artenset im Osten, Saint-Rémy im Süden, Saint-Martin-de-Gurson im Südwesten, Ménesplet und Le Pizou im Westen sowie Eygurande-et-Gardedeuil im Nordwesten.

## Geschichte
Ursprünglich waren die Ortschaften Montpon, Ménestérol und Montignac-sur-Vauclaire eigenständige Gemeinden. 1824 fusionierten Montignac und Ménestérol. Aus den Gemeinden Montpon-sur-l’Isle und Ménestérol-Montignac wurde 1964 die Gemeinde Montpon-Ménestérol.

## Bevölkerungsentwicklung
| Jahr      | 1962 | 1968 | 1975 | 1982 | 1990 | 1999 | 2006 | 2018 |
| --------- | ---- | ---- | ---- | ---- | ---- | ---- | ---- | ---- |
| Einwohner | 3220 | 5863 | 5939 | 5742 | 5481 | 5389 | 5625 | 5602 |

## Verkehr
Montpon-Ménestérol liegt an der Bahnstrecke Coutras–Tulle und wird im Regionalverkehr mit TER-Zügen bedient.
Durch die Gemeinde führt die Autoroute A89 von Bordeaux nach Brive-la-Gaillarde.

## Sehenswürdigkeiten
- Kirche Saint-Pierre-ès-Liens
- Kirche Saint-Martin in Montignac
- Kirche Notre-Dame de l’Assomption
- Château de Baillargeaux
- Chartreuse de Vauclaire (mit gotischer Kapelle aus dem 15. Jahrhundert),
- Park Chandos
- Mühle

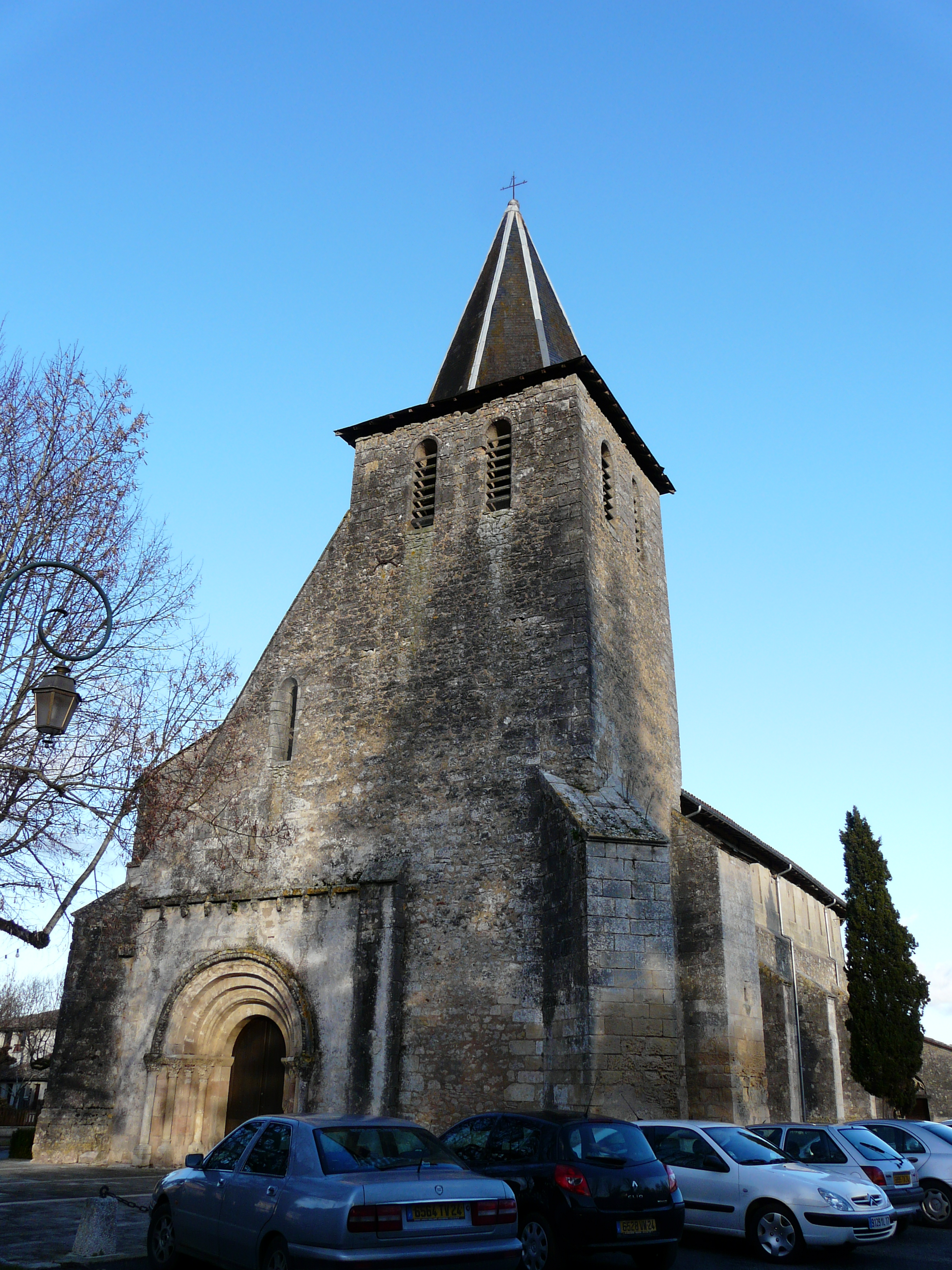
Kirche Saint-Pierre-ès-Liens (Ménestérol)
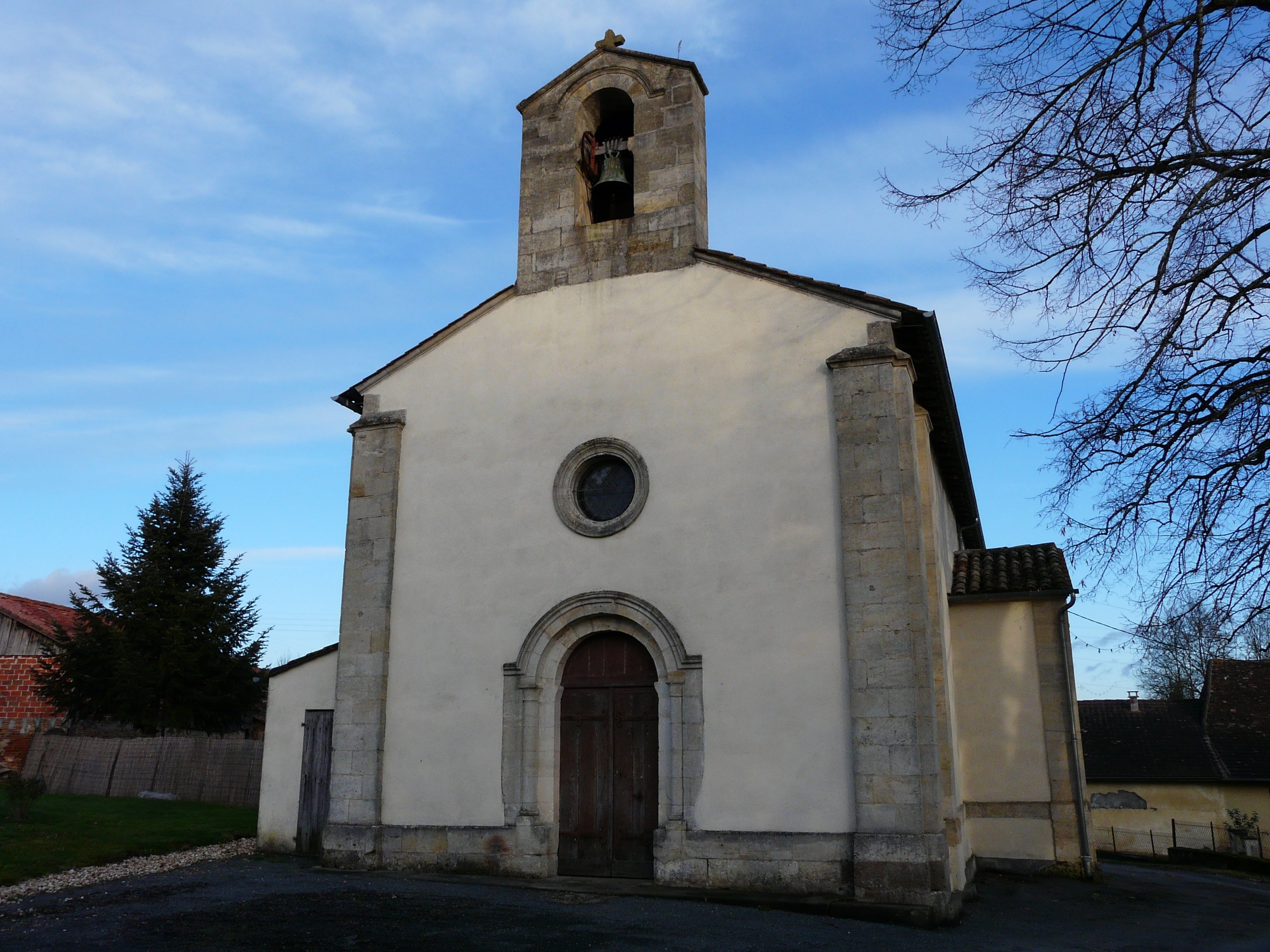
Kirche Saint-Martin (Montignac)
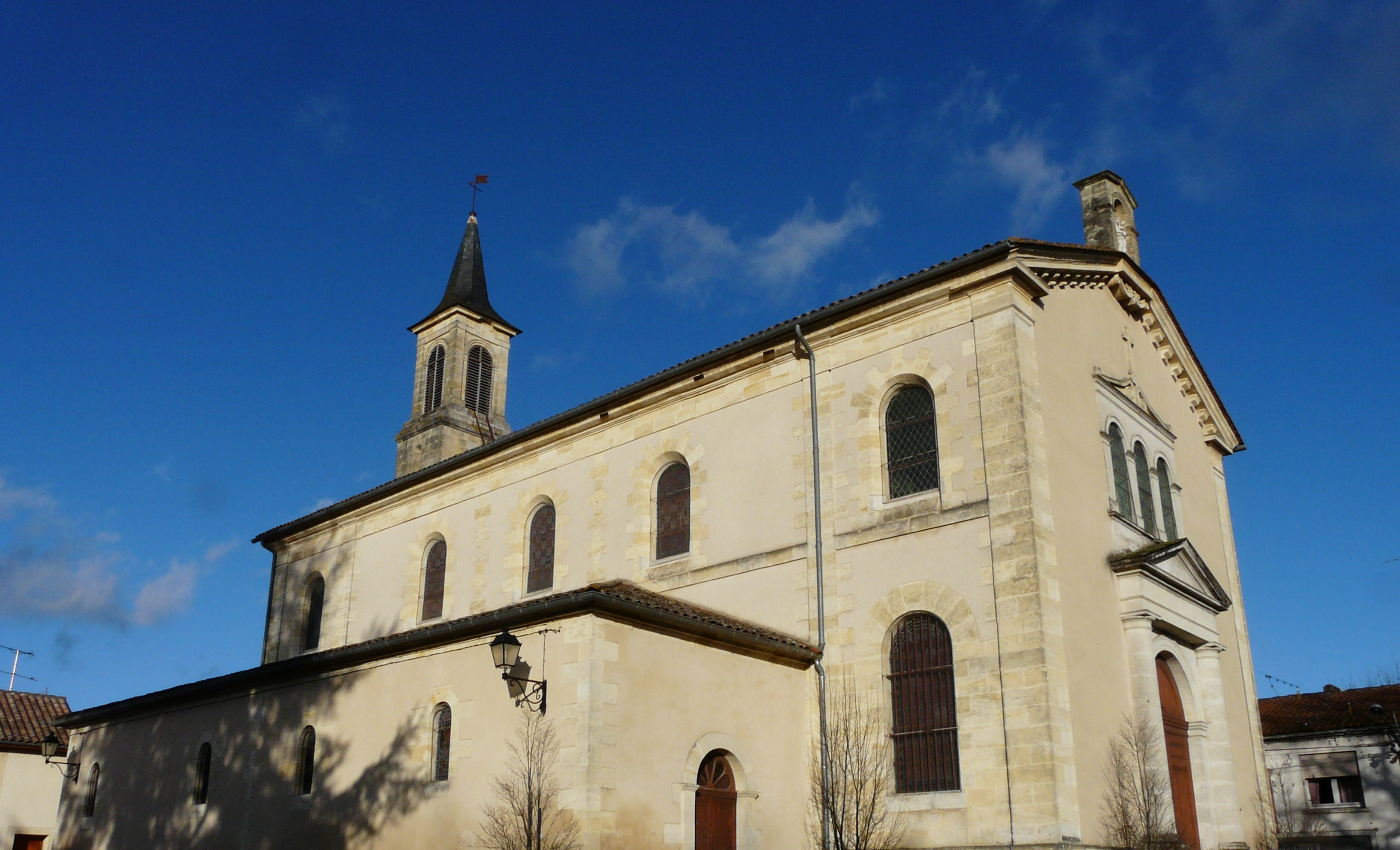
Kirche Notre-Dame de l’Assomption
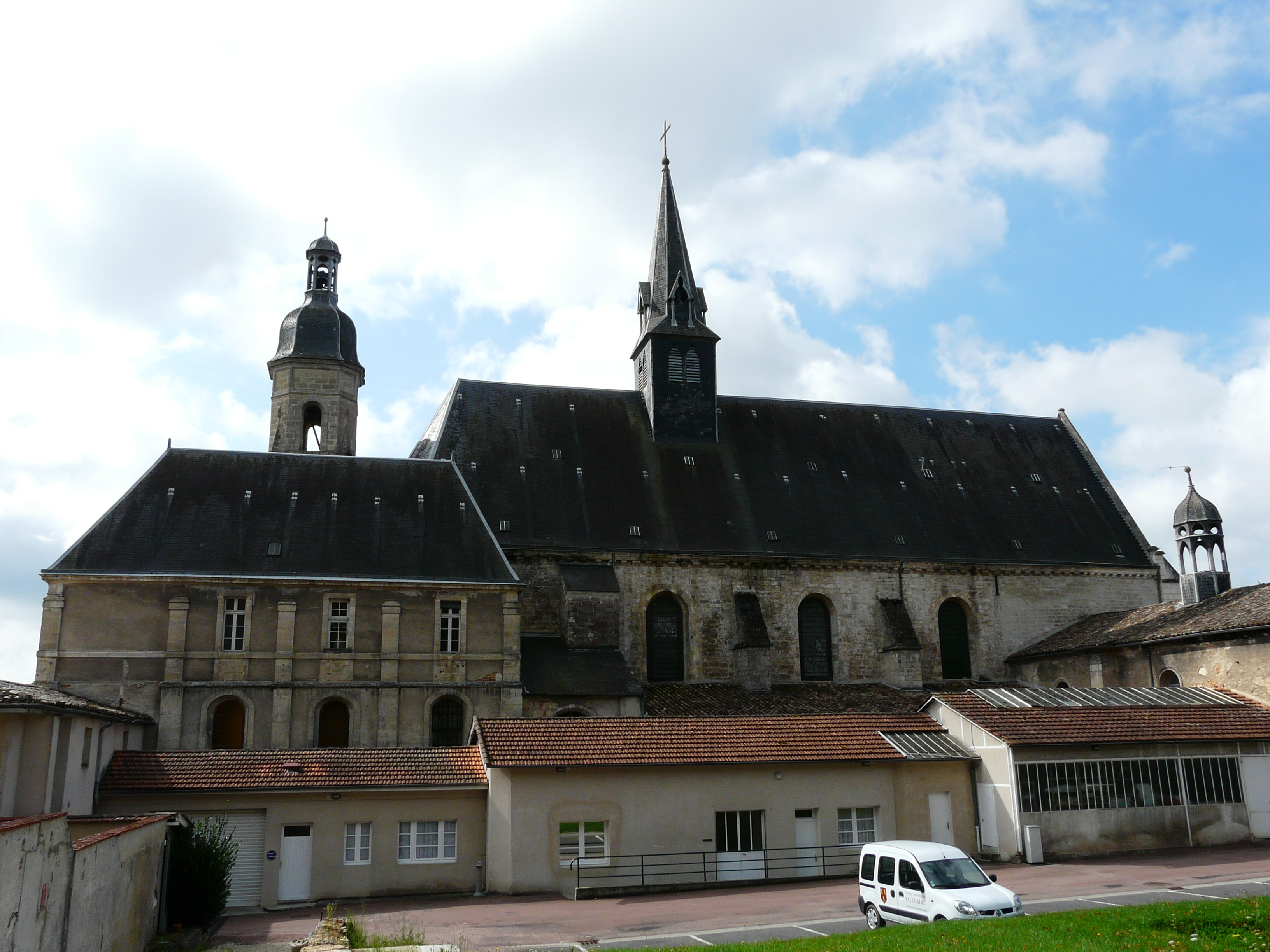
Chartreuse de Vauclaire
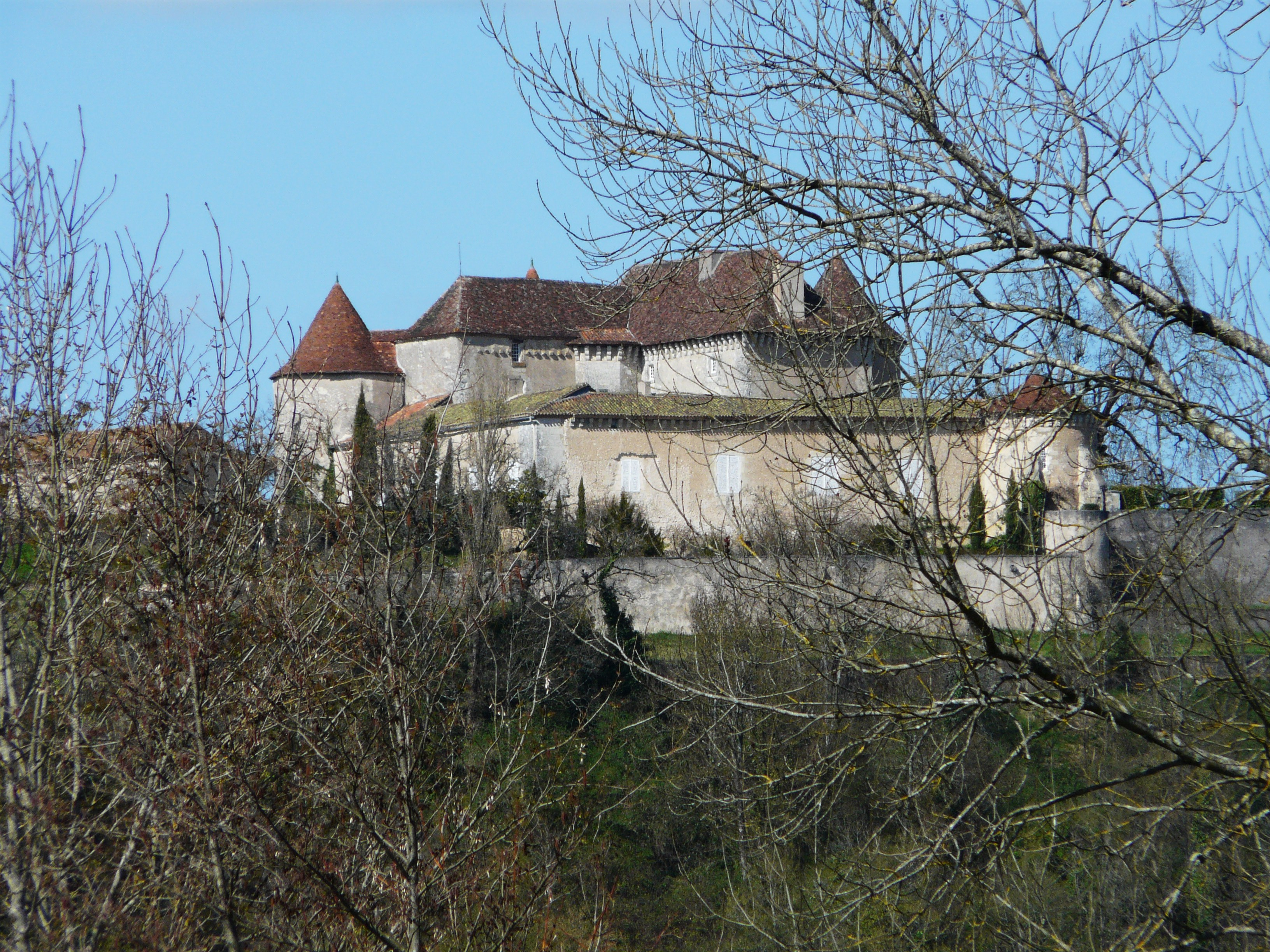
Château du Puy-Saint-Astier
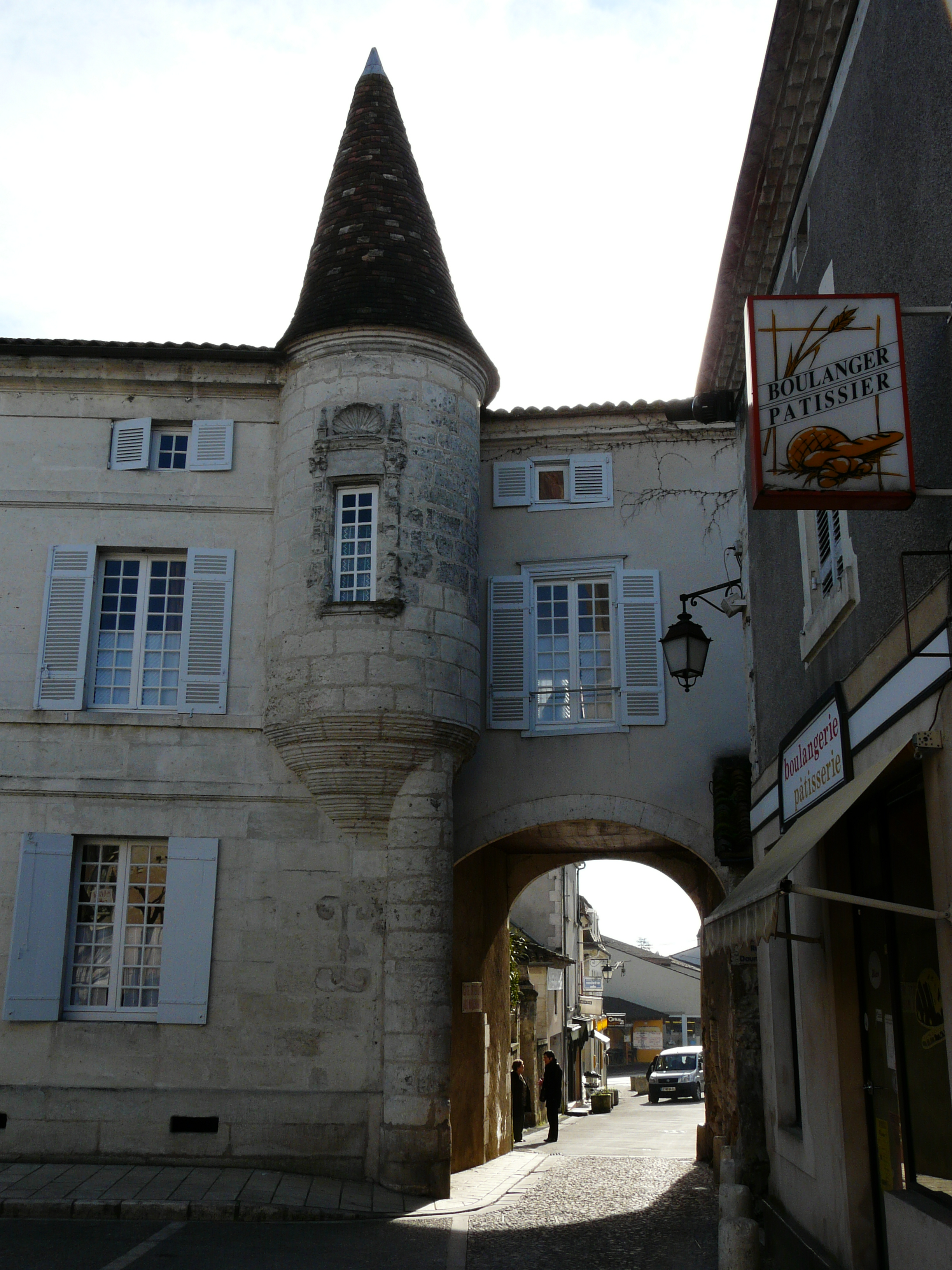
Maison à tourelle in der Passage du Marché

## Persönlichkeiten
- Christophe Robert (* 1964), Fußballspieler